# فيضانات الصين 2023
ضربت عدة فيضانات الصين بدءًا من تموز (يوليو) 2023، وكان معظمها بسبب هطول الأمطار الغزيرة في مناطق مختلفة. وكانت أبرز الفيضانات هي أمطار بكين-تيانجين-خبي الغزيرة في عام 2023 والأمطار الغزيرة في شمال شرق الصين، والتي خلفت ما لا يقل عن 81 قتيلًا و34 مفقودًا.